# Distrito de Ranchi
Ranchi (en hindi; राँची जिला) es un distrito de la India en el estado de Jharkhand. Código ISO: IN.JK.RA.
Comprende una superficie de 7 974 km².
El centro administrativo es la ciudad de Ranchi. Dentro de las localidades en el distrito se encuentra Bundu.

## Demografía
Según censo 2011 contaba con una población total de 2 912 022 habitantes, de los cuales 1 418 646 eran mujeres y 1 493 376 varones.